# Infernal (álbum)
Infernal (também referido como  Infernal... But There is Still a Full Moon Shining Over Jalalabad) é o terceiro álbum solo do cantor e compositor paulistano Nando Reis. Lançado em 2001, o álbum traz músicas compostas por Nando que haviam sido gravadas por outros artistas, como Cássia Eller ("E.C.T." e "O Segundo Sol"), Marisa Monte, Jota Quest ("A Minha Gratidão É Uma Pessoa", que fala sobre uma pessoa que perdoa a outra por erros que ela cometeu) Skank ("Resposta"), e Cidade Negra ("Onde Você Mora?"), além de composições de Nando para seu antigo grupo Titãs ("Marvin", "Sua Impossível Chance" e "Os Cegos do Castelo").
A faixa "Onde Você Mora" foi encomendada a Nando por Liminha, que produzia o terceiro disco do Cidade Negra na época. Nando então mostrou a Marisa duas músicas diferentes, mas ela o recomendou que juntasse ambas, e assim o trecho que começa com "Cê vai chegar em casa..." foi acrescentado ao resto da canção. Quando apresentou o trabalho para Liminha e o resto da banda, Nando sentiu que ele não causou muito impacto, mas o produtor mais tarde ouviu sua filha, que estava no estúdio no momento da apresentação, cantarolando a música e dizendo que ela era linda, e foi aí que o produtor viu potencial para a faixa.

## Antecedentes, gravação e divulgação
Após lançar seu disco anterior, Para Quando o Arco-Íris Encontrar o Pote de Ouro, Nando excursionou com os músicos estadunidenses que participaram do álbum, mas ficou frustrado com o sucesso pequeno da turnê. Acreditando que a qualidade das apresentações merecia mais atenção, decidiu "gravar o show", mas como um álbum de estúdio.
O disco foi gravado em dois dias, um sábado e um domingo, sendo o primeiro dedicado à passagem de som e o outro à gravação de fato. As músicas foram registradas como em uma apresentação "ao vivo" e só foram necessárias tomadas extras porque o produtor Tom Capone queria acrescentar algumas coisas a algumas delas, como a sua guitarra em "A Minha Gratidão É Uma Pessoa". Pronto desde 2000, o disco só foi lançado no ano seguinte, de modo a não encavalar com a agenda dos Titãs.
A faixa "My Pledge of Love", regravação de um sucesso dos anos 1970, era planejada para ser o primeiro single, mas a gravadora não queria divulgar o álbum com base em uma música em inglês, então "Eu e Ela" foi selecionada em seu lugar.
O álbum não rendeu nenhuma turnê, mas Nando realizou um show de lançamento no Canecão no dia 14 de maio de 2002.

## Faixas
Todas as canções escritas por Nando Reis, exceto onde indicado.
1. "Infernal"
2. "E.C.T." (Nando Reis, Marisa Monte, Carlinhos Brown)
3. "A Minha Gratidão É uma Pessoa"
4. "Eu e Ela"
5. "O Segundo Sol"
6. "Sua Impossível Chance"
7. "A Fila" (Nando Reis, Marcelo Fromer)
8. "My Pledge of Love" (Joe Stafford Jr.)
9. "Cegos do Castelo"
10. "Resposta" (Nando Reis, Samuel Rosa)
11. "Onde Você Mora?" (Nando Reis, Marisa Monte)
12. "Fiz o Que Pude"
13. "Me Diga"
14. "Marvin"  (G.N. Johnson, R. Dunbar; versão Nando Reis e Sérgio Britto)[2][5]

## Créditos
Conforme declarado por Nando.
- Nando Reis — vocais e violão
- Carlos Pontual — guitarra
- Tom Capone — guitarra
- Felipe Cambraia — baixo
- Alex Veley — teclado
- Barrett Martin — bateria